# چیکه چیکه (ترانه بروک کندی)
«چیکه چیکه» (به انگلیسی: Drip) ترانه‌ای از خوانندهٔ آمریکایی بروک کندی به‌همراهٔ خواننده و هنرپیشهٔ آمریکایی اریکا جین می‌باشد که در ۱۰ سپتامبر سال ۲۰۱۹ از سوی نوکس به‌عنوان دومین تک‌آهنگ از نخستین آلبوم کندی تحت عنوان سکسورسیسم منتشر گردید و به‌طور کلی بیست و دومین تک‌آهنگ او می‌باشد.